# Les Deux Frères (Erckmann-Chatrian)
Pour les articles homonymes, voir Les Deux Frères.
Les Deux Frères est un roman d'Erckmann-Chatrian publié en feuilleton pendant l'hiver 1872-1873 dans le quotidien Le Temps.

## Résumé
C'est un roman rural : les événements se déroulent sous les règnes de Louis XVIII, de Charles X et de Louis-Philippe Ier sont racontés par Florence, instituteur et chantre du village ayant pour pseudonyme Chaumes. 
Les chroniques de ce récit décrivent la rivalité de deux frères, dont le père, marchand de bois et de salin s'étant enrichi, avait, à sa mort, doté l'aîné, Jean, de la maison familiale, ce que son frère, Jacques avait vécu comme une injustice.
Imbriquée à la vie personnelle du narrateur, nous assistons à la compétition rageuse à laquelle se livrent les deux chefs de famille, l'un trouvant que ce que l'autre possède lui manque et vice-versa.
- Ainsi lorsque l'un achète un grand pré, l'autre lui envoie une assignation à comparaître en justice de paix pour le rétablissement d'un droit de passage.
- Lorsque l'un devient maire, l'autre prend le parti contraire.
- Lorsque l'un bat le blé, l'autre se plaint de la poussière.
- Si l'on joue du piano chez Jean, Jacques organise le battage du grain pour en couvrir le son.

Ce ne sont que quatre exemples.
Ils transmettent cette haine à leurs enfants, Louise pour Jean et Georges pour Jacques que, Monsieur Florence, leur instituteur doit canaliser au mieux et partagent les villageois en deux « camps » car certains dépendent de l'un ou de l'autre pour trouver du travail ou le conserver.
Mais leurs enfants mûrissent et par les études, l'éloignement, échappent à l'influence des parents. De plus certaines circonstances transforment leur destin, leur personnalité ce qui est l'objet de la dernière partie du livre.
Ce roman n'est pas seulement la description de la rivalité telle qu'elle pouvait se manifester dans une campagne : ce sont aussi des « reportages » documentés et précis sur la vie dans un village ou en ville à cette époque avec :
- la visite du colporteur ;
- les rituels des derniers sacrements à un agonisant ;
- une vente aux enchères ;
- la liquidation d'une bibliothèque privée ;
- avec tous les pièges tendus par un négociant, les difficultés pour se procurer une vache saine ;
- l'industrialisation des Vosges ;
- une distribution des prix à Phalsbourg ;
- la description d'une récolte de miel ;
- l'ancien et le nouveau dans les mœurs des gardes généraux ;
- les ravages de l'hiver 1829 ;
- un enterrement ;
- le retentissement de l'Expédition d'Alger ;
- les troubles dans les campagnes, l'anticléricalisme et le départ de Charles X.

N.B. : ces renseignements peuvent être complétés, modifiés grâce à la Bibliothèque électronique du Québec qui a édité le texte de ce roman sur internet sans notes au bas de page.

### Lexique
Auraient pu figurer en notes au bas de page :
- accord plaqué : jouer plusieurs notes en même temps ;
- adjudication : acte juridique qui met les acquéreurs en concurrence ;
- amadou : petit morceau de champignon séché servant de comburant ;
- avoué : intermédiaire qui instruisait le dossier et conseillait le client mais qui n'avait pas le droit de plaider comme l'avocat. Cette fonction a été supprimée en 2012 ;
- banne : petit chariot servant à transporter du charbon ;
- bésicles : lunettes sans branches qui se fixaient sur le nez ;
- billet (renouveler un) : renouveler une convention écrite sur papier ;
- bon (du bureau des pauvres) : attestation permettant de recevoir des aides en argent ou en nature pour les nécessiteux ;
- calotin : personne qui se place du côté du clergé dont les membres portaient la calotte, petit bonnet de différentes couleurs, en forme d'écuelle ;
- camisole : vêtement court, à manches, porté sur la chemise ;
- centimes additionnels : taxe supplémentaire proportionnelle à l'impôt ;
- chablis (bois de) : bois d'arbres abattus par le vent dont les racines encore enfoncées dans le sol lui permettent de survivre ;
- chaire : auparavant, dans les salles de classe le bureau du maître était posé sur une estrade qui permettait au maître de voir l'ensemble des élèves assis à leurs pupitres et peut être de lui donner une importance supplémentaire ;
- chantre : chanteur dans un service religieux ;
- chènevière : (ou cannebière) champ ou croît le chanvre ;
- chemin de schlitte : deux rails en bois reliés par des traverses en bois sur lequel le traîneau chargé de bûches, la schlitte, glissait dans les pentes jusqu'à ce que le schlitteur conduise le chargement à destination ;
- chopine : une bouteille ;
- corde de bois : différentes unités volumétriques pour le bois. À l'époque du roman 3,853 m3 ou 4,394 m3 ou 4,817m3 et actuellement 4 stères en Alsace ;
- creuset : récipient pour chimiste servant à faire fondre certaines substances ;
- Croix de mission : croix sur socle en hommage aux missionnaires que l'on trouve dans les espaces publics, dans les lieux de passage ;
- cuvelier : fabriquant de cuves, de vaisselle ;
- dévotieux : qui s'attache aux pratiques les plus petites de la dévotion ;
- écolage : frais d'école dus par un écolier, une écolière ;
- écornifleur : parasite, pique-assiette, etc ;
- embéguiné : coiffé d'un béguin, bonnet qui ne laisse apparaître que le visage ;
- être en cheveux : sortir sans coiffure, sans chapeau, sans fichu ce qui n'était pas bien considéré à l'époque ;
- faneuse : d'un jour à l'autre, celle qui retourne l'herbe coupée avec une fourche ou un rateau pour accélérer son séchage et éviter qu'elle moisisse ;
- fauciller : couper les tiges de blé avec une faucille ;
- finage : étendue d'une paroisse ou d'une juridiction ;
- fiole : une petite bouteille ;
- freluquet : jeune homme frivole et prétentieux ;
- garde général : dans le roman, ses responsabilités sont bien expliquées. Une sorte de garde forestier ;
- glandée : on menait les porcs sous les chênes pour qu'ils puissent se nourrir avec les glands qui étaient déjà à terre ou avec ceux que l'on faisait tomber lors de la gaulaie ou du gaulage ;
- hardier : berger, gardien de troupeau ;
- Jour (de pré) : un quart d'hectare ;
- lacet : piège consistant en un nœud coulant que l'on place dans un endroit où passe le petit gibier ;
- liard : quart d'un sou ;
- Loi sur le sacrilège : Charles X fait voter une loi qui condamne toute personne qui aurait, en public, profané des hosties ou le vase les contenant, à se repentir en public avant d'être exécuté ;
- mettre du foin dans ses bottes : s'enrichir par corruption ou détournement ;
- muscadin : jeune fat d'une coquetterie ridicule ;
- partis (cent) : personne à marier intéressante par sa situation  sociale et financière ;
- pêche à la traïnée : on laisse traîner un appât derrière une embarcation qui avance lentement ;
- persiennes : contrevents faits de lames horizontales disposées en abat-jour ;
- piquet (jeu de) : jeu de cartes ;
- presse (au milieu de la) : foule très dense ;
- prône (publication au) : publication de l'avis que le prêtre lit aux fidèles à la messe du dimanche ;
- quadragésime : ancien nom du carême avec ses 40 jours de jeûne ;
- quotité : montant d'une quote part ;
- rat-de-cave : douanier qui vérifiait que les droits de douane de certaines marchandises en circulation avaient été réglés. Ils étaient ainsi appelés car ils commençaient souvent leurs visites en fouillant la cave ;
- regain : herbe qui a repoussé après la première fenaison ;
- ric-à-rac : avec une exactitude rigoureuse ;
- (se) roidir : se raidir ;
- rouir (le chanvre) : faire tremper le chanvre afin que les fibres se séparent de la partie ligneuse (du bois) ;
- roulant (un) : un colporteur ;
- roulier (un) : transporteur de marchandises sur un chariot ;
- salin : roche contenant du sel ;
- savetier : cordonnier ;
- ségare : ouvrier qui débite les grumes en planches dans les scieries des Vosges ;
- surplis : vêtement liturgique, souvent plissé, porté par-dessus la soutane ;
- syndic de faillite : entité chargée d'administrer le patrimoine des deux parties, débiteur et créditeur ;
- tiercelet : oiseau de proie mâle, un tiers plus petit que la femelle ;
- toise : unité de longueur de 6 pieds, soit 2 verges ou une aune et demie soit 1,949 m ;

## Naissance du roman
Ces renseignements ont été prélevés dans le livre La Vie et l'Œuvre d'Erckmann-Chatrian par Georges Benoît-Guyod édité par Jean-Jacques Pauvert en 1963.
En souvenir de trois oncles maternels d'Erckmann, Jacques, Salomon et Georges Weiss, fils du maire de La Petite-Pierre qui vivaient dans la même résidence et étaient obligés d'y entretenir les relations nécessaires tout en se détestant et se jalousant,  avait donné à Alexandre Chatrian l'idée de demander à son ami, Emile, d'écrire un livre illustrant cette situation.
Ayant admis le sujet, Erckmann commença la rédaction de ce livre à Phalsbourg, réduisit le nombre de frères à deux, et le termina à Paris l'année suivante, en 1873, avec pour titre Les Rantzau.
Chatrian revendiquant ce roman comme sa chose car il en avait eu l'initiative, eut l'assentiment d'Emile pour que l'action se déroule dans son hameau natal Grand-Soldat
qui dans le roman s'appelle « Chaumes » et obtint aussi son accord pour en changer le titre et être nommé tel que nous le connaissons.

## Quelques éditions
Ces renseignements figurent dans la bibliographie des œuvres d'Erckmann-Chatrian dressée par Bernard Mahieu, archiviste aux Archives nationales de France dans le tome XIV des Contes et romans nationaux et populaires d' Erkmann-Chatrian publiés par Jean-Jacques Pauvert.
- En Angleterre :
  - Les Rantzau dans la Collection Nelson éditée à Edimbourg en 1928.
- En France : 
  - Les Deux Frères édité par Pierre-Jules Hetzel à Paris en 1873, en 1876 avec des illustrations de Théophile Schuler et en 1879.
  - Les Deux Frères édité par Hachette, en 1936, dans la Bibliothèque verte avec des illustrations d'Henri Faivre.
- En Italie :
  - I Due Fratelli édité à Milan en 1878.

Adaptations au théâtre 
- 1882 : Les Rantzau, comédie en 4 actes représentée pour la première fois au Théâtre-Français le 27 mars 1882.
- Éditée par Pierre-Jules Hetzel en 1884.
- Éditée par Éditions Stock en 1923 avec bois gravé par Paul Morchain
- Éditée dans la Collection Nelson en 1928

À la liste fournie par Monsieur Mahieu on peut ajouter: 
- Les Frères Rantzau, la comédie traduite en russe par Viktor Aleksandrovitch Krylov (ru), éditée à Saint-Pétersbourg en 1883 par Adolf Iefimovitch Landaou (ru).
- Les Deux Frères dans le 16e volume des œuvres complètes d'Erckmann-Chatrian avec un essai de Piotr Vassilievitch Bykov (ru), édité à Pétrograd en 1915 par Piotr Petrovitch Soïkine (ru).
- Les Deux Frères édité en 1963 par Jean-Jacques Pauvert dans la collection en 14 volumes des Contes et romans nationaux et populaires avec les illustrations de Théophile Schuler.

### Adaptation au cinéma
- 1924 : Les Rantzau réalisé par Gaston Roudès sorti le 11 avril [2].

### Adaptation radiophonique
Les Rantzau, adaptation radiophonique de la pièce Les Deux Frères, réalisée par Paul Castan, dans le cadre de l'émission «Les provinces françaises vues au théâtre, la Lorraine».

### Adaptation à l'art lyrique
I Rantzau, opéra en 4 actes créé au Teatro della Pergola de Florence le 10 novembre 1892 avec une musique de Pietro Mascagni, un livret de Giovanni Targioni-Tozzetti et Guido Menasci.

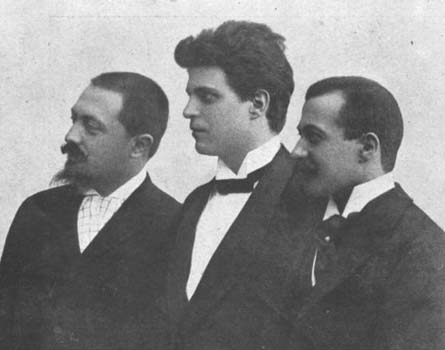
De gauche à droite : Giovanni Targioni-Tozzetti, Pietro Mascagni et Guido Menasci

### Hommage
A la page 78 de la revue Cinémagazine,  n° 15 du 11 avril 1924, on trouve un poème de trois quatrains d'Olivier de Gourcuff en hommage au film adapté du roman Les Deux frères.